# Coleophora fuscociliella
Coleophora fuscociliella é uma espécie de mariposa do gênero Coleophora pertencente à família Coleophoridae.